# Thismia kobensis
Thismia kobensis ist eine Blütenpflanzen aus dem Genus Thismia innerhalb der mykoheterotrophen Familie der Burmanniaceae.
Der Typus und das ursprünglich einzige Exemplar wurde 1992 in Kobe entdeckt und  unidentifiziert aufbewahrt, jedoch  wurde es ursprünglich  dem Genus Oxygne zugeordnet. Keine weiteren Exemplare wurden in Folgestudien zwischen 1993 und 1999 gefunden und das ursprüngliche Habitat wurde 1999 durch Bebauung zerstört. Aufgrund von Habitatverlust und Entwaldung wurde T. kobensis 2010 für ausgestorben erklärt. Die Beschreibung als Thismia-Art erfolgte 2018.
Die Pflanze wurde 2021 etwa 30 km vom ursprünglichen Fundort entfernt wiederentdeckt. 20 Exemplare wurden in einer Koniferenplantage gefunden. 2023 wurde die Nachricht der Wiederentdeckung veröffentlicht.